# Новосілки Кардинальські
Новосілки Кардинальські (пол. Nowosiółki Kardynalskie) — осада (селище) у Польщі, розташоване в Люблінському воєводстві Томашівського повіту, ґміни Любича-Королівська.

## Історія
У 1884 році в селі заснували читальню на основі статуту товариства «Просвіта».
На 1.01.1939 в селі проживало 600 мешканців, з них 580 українців-грекокатоликів, 5 українців-римокатоликів, 10 євреїв і 5 поляків. Село належало до ґміни Вєжбіца Равського повіту Львівського воєводства.
У 1945 році, вже за радянської окупації, мешканці села зверталися до влади з проханням відкрити українську школу, проте отрималу відмову з огляду на неможливість добиратися до поселення через діяльність українського збройного підпілля.